# Mesapamea i-niger
Mesapamea i-niger là một loài bướm đêm trong họ Noctuidae.